# 小科羅拉多河
小科羅拉多河（英語：Little Colorado River）是一條流經美國亞利桑那州的河流，為彩繪沙漠地區主要水源及科羅拉多河支流。小科羅拉多河灌溉著東亞利桑那州、西墨西哥州約26,500平方英里（69,000平方公里）的土地。其長度超過315英里（507），但是因為沙漠氣候的影響，平均流量少於400立方英尺每秒（11立方每秒），且在一年中不同時段差異頗大。

## 流域
小科羅拉多河的源頭有兩處，西支始於鮑爾迪山北側山谷，海拔10,000英尺（3,000），東支與其相鄰，最終二者在格里爾附近的山穀裡合流，形成小科羅拉多河幹流，并在伊加流出峽谷。此後河流轉向北上，穿過里奇維爾谷，注入萊曼水庫。經過水庫后河流繼續北行，穿過聖約翰斯。在此之後小科羅拉多河便成為間歇河，幷向東北與祖尼河合流，穿過亨特谷，再與銀溪（Silver Creek）和普埃科河（小科羅拉多河最大的支流）在霍爾布魯克匯合，進入彩繪沙漠。
進入沙漠之後，小科羅拉多河穿過耶和華城，與艾奇遜，托皮卡和聖塔菲鐵路交叉而過，進入可可尼諾縣和納瓦霍族保留地，在大峽谷小科羅拉多河段下降約185英尺（56），經過卡梅隆附近的峽谷，并加劇侵蝕科羅拉多高原。小科羅拉多河形成的峽谷越來越寬，最終成為大峽谷的一部份，小科羅拉多河也終於匯入科羅拉多河中。

### 流量
小科羅拉多河是科羅拉多河在亞利桑那州的兩大支流之一。根據卡梅隆附近的流速流量檢測顯示，在進入大峽谷之前，該河的年均流量為367.2立方英尺每秒（10.40立方每秒）（從1948年至今）。最高紀錄是1973年的1,127立方英尺每秒（31.9立方每秒），最低則是2000年的14.1立方英尺每秒（0.40立方每秒）。小科羅拉多河的流量峰值遠超平均值，1923年9月20日其流量竟然達到120,000立方英尺每秒（3,400立方每秒）。

## 歷史

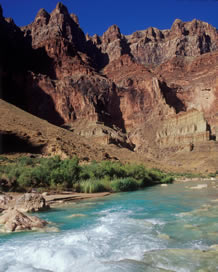
峽谷中的小科羅拉多河

小科羅拉多河附近的人類存在記錄可追溯到全新世早期。在納瓦霍人、阿帕奇人和霍皮人入主該地區幷發展出灌溉農業之前之前，曾有不定居的狩獵-採集部落在這附近生活。西班牙的早期探險者可能是最早發現小科羅拉多河的歐洲人，他們將這條河流稱作“Colorado Chiquito”（即小科羅拉多）。1853年-1854年，第一次有組織的開發小科羅拉多河流域的探險者由阿米爾·威克斯·惠普爾（Amiel Weeks Whipple）帶領著到達這裡，他們的初衷是考察一條能夠建設跨洲鐵路的路線，同樣的考察活動之後又舉行了數次。在考察中，約瑟夫·C·艾維斯上尉（Joseph C. Ives）在其會出的當地地圖上標出了小科羅拉多河。
1869年8月10日，約翰·威斯利·鮑威爾在探險中看到了小科羅拉多河,他和他的隊員們探索了該河的部份地段。在日記中，他們將此河命名為“Flax River”（亞麻河，原因是河岸帶生滿了亞麻。）和“Colorado Chiquito”，據估計他們可能在到達此地之前就知曉此處有一條河流了。
|  | 它是一條令人厭煩的小溪，如此骯髒、泥濘，并散發著臭氣。大部份河段只有30至50碼寬，一個人可以踩著河底的岩石趟過去，而河水並不會淹至其膝蓋以上部份...其半數容積和2/3的重量都要算在淤泥上。它看起來就像是地獄的第一扇門。 —喬治·布蘭德利和傑克·薩姆納，1869年8月 |

不過這段描述並不是小科羅拉多河的常景，該河大多數時間內還是很清澈湛藍的——這種顏色來自於水中溶解的石灰華和石灰岩。
1870年代，摩門教徒從鹽湖城向南遷徙，并定居在小科羅拉多河的部份流域。在該河與普埃科河交匯處，他們建起了耶和華城和其他四城市，不過現在只有耶和華城還存在了。雖然有小科羅拉多河阻攔（雖然小科羅拉多河淺而緩，但是卻有流沙等嚴重威脅著移民的安全），前往此地的移民潮卻一直持續到1876年。
摩門教徒從多次試圖在小科羅拉多河上建築水壩，以提供灌溉用水，但多數因河流流量的變幻無常而以失敗告終。最終他們花費29年時間在耶和華城附近如願以償。此後不久，西班牙人開始從格蘭德河地區向此地遷徙，并建起了聖約翰斯和孔喬。而來自新墨西哥州的美國人也建起了伊加和斯皮靈威爾。直到1960年代，摩門教徒依然是此地的主要居民，不過它們的獨立城鎮和農莊也最終被吸入亞利桑那州經濟發展的浪潮中了。

### 洩漏事故
1979年7月16日，科麥奇石油公司的1億加侖含有铀尾礦的放射性水被排入小科羅拉多河支流普埃科河中，約1,100噸鈾礦殘渣污染了250英畝（1.0平方）的土地，這些殘渣最終甚至流入了納瓦霍族保留地中。這次洩露的痕跡直到21世紀依然可以找到。